# عبد الجواد الدومي
الشيخ عبد الجواد بن محمد حسين الدومي (3 يوليو 1883 - 1943) هو أحد مشايخ الصوفية ومؤسس الطريقة الدومية الخلوتيه، ولد الشيخ عبد الجواد الدومى في شهر شعبان من عام 1300 هجريا في قرية «أم دومة» التابعة لمركز «طما» بمحافظة سوهاج وتوفى عام 1362 هجريا.

## حياته ونشأته
تنحدر أسرته من قرية «بناويط» مركز «المراغة» بمحافظة سوهاج، ورحل جده الحاج حسين الدومي إلى قرية أم الدومة وهو شاب وما زالت اسرته في تلك القرية حتى وقتنا هذا، وأسرته متوسطة الحال يغلب عليها التمسك الدينى والبساطة في المعيشة.
يروي والده الحاج محمد الدومى أنه رأى في منامه فقصها على الشيخ عبد الجواد المنسيفسي الذي كان يزور القرية في هذا الوقت والذي أكد له أن الله سيرزقه بمولود ذكر فقيه وعالما ينفع دينه ودنياه بعلمه وأخلاقه، وبالفعل بعدها بقليل من الوقت رزقه الله بولد فأسماه «عبد الجواد» تيمنا بالشيخ عبد الجواد المنسيفسي.

## نشأته وتعليمه
اهتم والده من صغره بتحفيظه القرآن الكريم فبدأ الحفظ في كتاب القرية وعمره "خمس سنوات" وأتم الحفظ قبل أن يتم العشر سنوات. عندما أتم العشر سنوات قدم وتتلمذ على يد الشيخ "عبد الجواد المنسيفسي" والذي أخذ منه الصوفية وتعلم مباديء الطريقة الخلوتية "وتعلم منه الآداب والتربية وطريقة السير والسلوك والآداب القويمة، ووقتها أوصاه الشيخ عبد الجواد المنسيفسي وصية طلب منه ان تكون لزاما عليه مادام حيا حيث قال له "أن قراءة القرآن هي وردك في الطريق الآن"
عندما بلغ سن الثالثة عشر وفي شهر ربيع الثاني عام 1313 هجريا رحل إلى الأزهر الشريف ليتعلم هناك علوم الفقه والشريعة وهناك تتلمذ على يد كل من: الشيخ سليم البشرى والشيخ محمد السمالوطي والشيخ يوسف الدجوي والشيخ عنتر المطيعي. عرف عن الشيخ عبد الجواد الدومى شغفه الشديد لتحصيل العلم ومداومة المذاكرة.

## حياته
بدأ الشيخ عبد الجواد الدومى محاضرا وإماما للناس وهو في سن السابعة عشر من عمره بعدما أدى شعائر الحج ويقال في تلك النقطة خاصة وهي توجهه للحج حيث ذكر أن الشيخ عبد الجواد الدومى «وهو جالس لمطالعة الدرس وقد أخذته سنة من النوم أن شخصًا أسمر اللون نحيف البدن طويل القامة حمل إليه بطاقة على صورة برقية من حضرة النبى صلى الله عليه وسلم، كتب فيها: عبد الجواد محمد. احضر حالاً. فقال له: ومن أنت، قال: بلال، فانتبه من سنته فرحًا مسرورًا، وقام لوقته يشدُّ الرحلة لتلبية هذه الدعوة» وبعدها أذن له مشايخه في الانطلاق لهداية الناس وتعليمهم أمور دينهم.
تزوج الشيخ عبد الجواد الدومى وأقام في القاهرة وأنجب ولدا ذكرا وهو الشيخ «محمد عبد الجواد الدومي».
أشاد به علماء عصره وأكدوا أنه عالم ومحدث وإمام وفقيه ومدرس ومفسر أحب الناس وأحبوه. عمل في عدد من مساجد ومنها مسجد السليمانية ببولاق أبو العلا وانتقل بعدها إلى مسجد العدوية في نفس المنطقة.
عندما بلغ عمره الثلاثين انتقل إلى مسجد «الزينى» بالسبتيه ببولاق أبو العلا حيث استقر فيه ما يقرب من 25 عاما يعلم الناس ويؤمهم ويخاطبهم. حاضر كثيرا من الناس في كل البلدان تقريبا وأصبح له تلاميذ من كل مكان

## تفسير القرآن
كان الشيخ يعتزم تفسير القرآن كاملا إلا أن المرض حجب عنه أن يتم ما اعتزمه. وفي تفسيره للقرآن اعتمد على أساسين هما: «النبويات والتفسيرات عامة». النبويات ويقصد بها الآيات الواردة في حق الانبياء والرسل عليهم السلام. التفسيرات العامة وتعنى الآيات التي تثبت البعث والحضر بعد الموت وآيات تدل على مظاهر القدرة الإلهية وخلق الإنسان وأطواره وغير ذلك. كان الشيخ عبد الجواد الدومى قبل أن يخوض في التفسير ينظر إلى ركنين أساسين هما حق الألفاظ وحق العصمة
أشار إلى أن حق الألفاظ ويعنى بها حق مراعاة معانيها اللغوية التي وضعت لها، وحق العصمة ويعنى بها وضع سياج من الحيطة والحصانة للأنبياء والرسل والذين حفظهم الله من الوقوع في المنهيات والأخطاء ولذلك فهم قدوة للبشر ونور للهداية.

## التصوف
يقول الشيخ عبد الجواد الدومى عن التصوف: «التصوف هو العمل بالعلم» كما أكد ان التصوف هو «الصراط المستقيم وصراط الذين أنعم الله عليهم من النبيين والصديقين والشهداء والصالحين». وكان يرى أن غاية التصوف هو «يقظة القلوب» وجعل موضوع التصوف هو الإنسان نفسه، إشارة إلى التصوف مقتضى الفطرة الإنسانية وثمرة العقل الذي يميز الإنسان به عن سائر الموجودات. كان الدومى يظهر أنيقًا متسقًا يرتدى أحسن ما يمكن من الثياب لأنه هكذا فهم التصوف على أنه لا يتنافى مع الزينة والجمال.

## مؤلفاته
ألف عبد الجواد الدومى كتابين وهما:
1. تفسيرات الدومى
2. نفحات الدومى

له كتابات عدة في الآداب والأحكام والفضائل

## أقواله
1. الطاعة تجمعنا والمعصية تفرقنا.
2. اجعل رأس مالك مسامحة إخوانك.
3. دستور الصداقة يقوم على حسن الأدب ورقة الإحساس.
4. الحياة ميدان يوم لك ويوم عليك والعاقبة للمتقين.
5. وكان يوصى أتباعه ومريديه بحسن العشرة مع الناس عامة، ومراعاة حقوق الأهل والعيال، وقيام كل منهم بحق وظيفته أو صنعته، ويخبرهم بأن ذلك كله من دواعى ترقيهم في الطريق وقبولهم عند الله.

## وفاته
كما ذكر من قبل فقد عزم الشيخ عبد الجواد الدومى على تفسير القرآن كاملا وبدأ في تفسير النصف الآخير منه حتى أنهاه وبدأ في تفسير النصف الأول حتى وصل إلى الآية «إِذْ قَالَ اللَّهُ يَاعِيسَى إِنِّي مُتَوَفِّيكَ وَرَافِعُكَ إِلَيَّ وَمُطَهِّرُكَ مِنْ الَّذِينَ كَفَرُوا وَجَاعِلُ الَّذِينَ اتَّبَعُوكَ فَوْقَ الَّذِينَ كَفَرُوا إِلَى يَوْمِ الْقِيَامَةِ» سورة النساء
إلا أن المرض حجب عنه إكمال التفسير ولازمه المرض أربع سنوات متتاليات حتى لقى ربه في نهاية عام 1362 هجريا ودفن بالضريح الكائن بالطحاوية في الجهة الشرقية من ضريح الإمام الشافعى رضى الله عنه.